# HMS Vengeance (S31)
HMS Vengeance (S31) je raketonosná ponorka Britského královského námořnictva. Jedná se o poslední jednotku třídy Vanguard.

## Stavba
Stavba ponorky Vengeance začala v únoru 1993 v loděnici Vickers Shipbuilding and Engineering. V září 1998 byla ponorka spuštěna na vodu a dne 27. listopadu 1999 byla Vengeance přijata do služby.

## Výzbroj
Vengeance je vyzbrojena šestnácti sily, které slouží pro odpalování balistických raket UGM-133 Trident II. Ponorka je ještě disponuje čtyřmi 533mm torpédomety pro torpéda Spearfish.